# Prace
Prace (in tedesco Pratzen) è un comune della Repubblica Ceca facente parte del distretto di Brno-venkov, in Moravia Meridionale.